# Domenico Spinucci
Domenico Spinucci (né le 2 mars 1739 à Fermo dans les Marches, et mort le 21 décembre 1823 à Bénévent) est un cardinal italien du XIXe siècle.

## Biographie
Il est le fils du comte Giuseppe Spinucci et de Béatrice Vecchi-Buratti, frère de la comtesse de Lusace, épouse morganatique de François-Xavier de Saxe.
Il est élu évêque titulaire de Targa (de) en  1775, évêque de Macerata e Tolentino en 1777 et archevêque de Bénévent en 1796. Le pape Pie VII le crée cardinal lors du consistoire du 8 mars 1816. Spinucci ne participe pas au conclave de 1823, lors duquel Léon XII est élu pape.

### Source
- Fiche de Domenico Spinucci sur le site fiu.edu